# George Buckley
George John Buckley (Nagy-London, Clapton, 1875. május 20. – Wight-sziget, Shanklin, 1955. február 14.) olimpiai bajnok brit krikettjátékos.
Az 1900. évi nyári olimpiai játékokon, Párizsban játszott a brit krikettcsapatban, ami a Devon and Somerset Wanderers volt. Ez volt az egyetlen olimpia eddig, amin a krikett szerepelt. Csak két csapat indult a krikettversenyen, a brit és a francia. A britek nyertek.